# Dreamachine

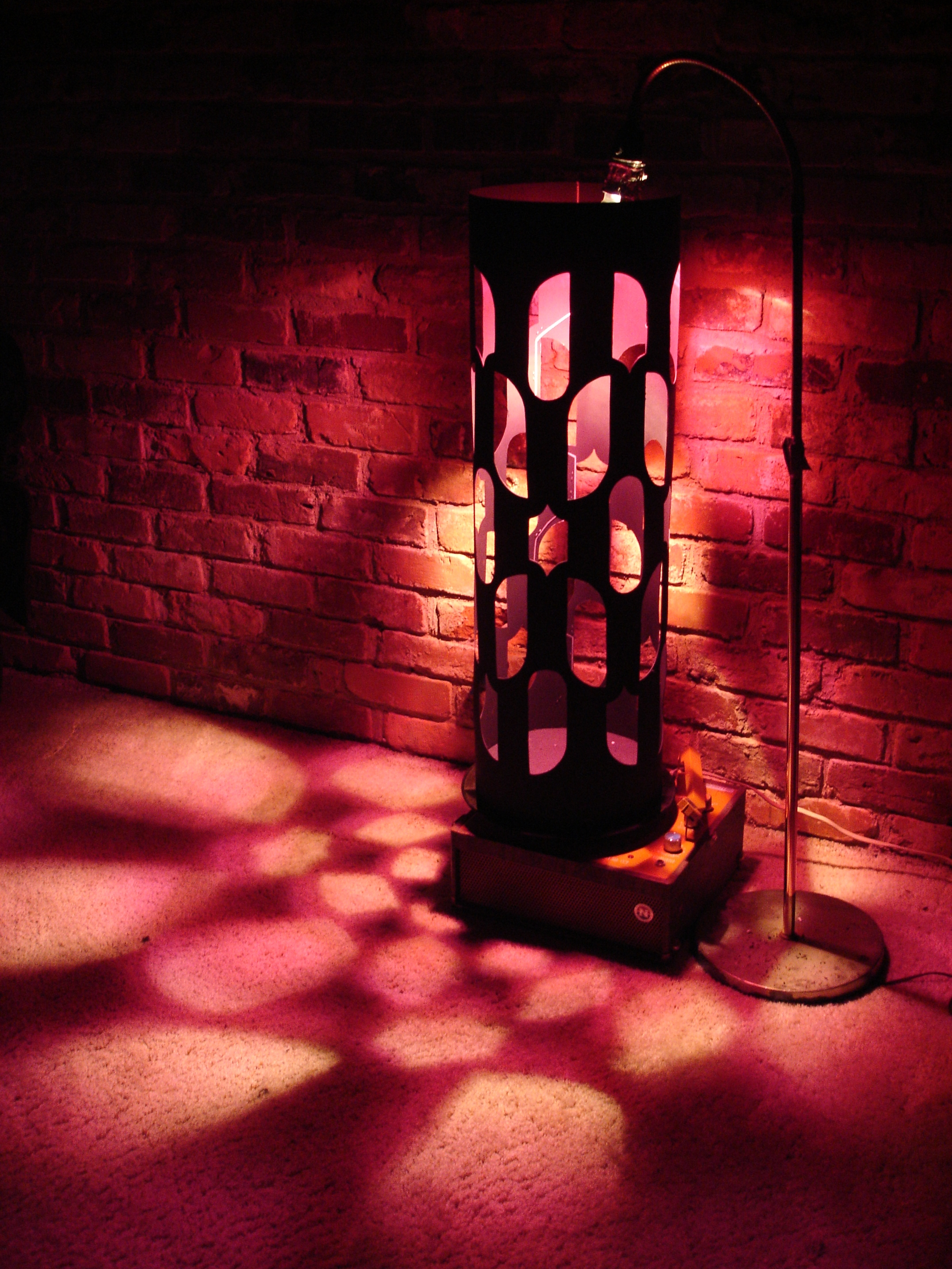
Dreamachine

Dreamachine ou dream machine, que poderia ser traduzido como máquina dos sonhos ao pé da letra, é um dispositivo de luz estroboscópico que produz um estímulo visual. Foi criado pelo artista Brion Gysin e o cientista Ian Sommerville inspirados pelo livro "O cérebro vivente" de autoria de William Grey Walter.

## História
O Dreamachine consiste em um cilindro com aberturas geométricas cortadas em paralelo. O cilindro é colocado em uma plataforma que gira entre 45 a 78 rpm. Uma lâmpada é posicionada no centro do cilindro e a velocidade de rotação permite que a luz passe pelas aberturas com uma frequência constante entre 8 e 13 pulsos por segundo. Esta faixa de frequência corresponde a ondas alfa, que são oscilações elétricas normalmente presentes no cérebro humano em estado de relaxamento.
O Dreamachine também já foi o principal tema do documentário "Flicker" de Nik Sheehan.

## Utilização
O Dreamachine deve ser “visto” com olhos fechados, já que a luz pulsante estimula o nervo óptico e altera as oscilações eléctricas do cérebro. O “espectador" experimenta visões de padrões de cor cujo brilho é intensificado pelas pálpebras fechadas. Os padrões se convertem em formas e símbolos que giram, até que o espectador sinta-se rodeado de cores. Dizem que ver um Dreamachine permite entrar em uma alucinação hipnagógica. Em algumas ocasiões, esta experiência pode ser muito intensa, mas isso é facilmente contornável, já que, para interrompê-la, basta abrir os olhos.
Um Dreamachine pode ser perigoso para pessoas com epilepsia fotossensível ou outros distúrbios nervosos. Estima-se que uma em cada 10.000 pessoas experimentam um ataque ao experimentar o dispositivo, e em crianças esse número é aproximadamente o dobro. O uso de um Dreamachine pode ser viciante e recomenda-se utilizar o dispositivo com moderação.